# A peso d'oro (film 1988)
A peso d'oro (El Dorado) è un film del 1988 diretto da Carlos Saura.